# Схіпгол (аеропорт)
Аеропорт «Схіпгол» (нід. Luchthaven Schiphol, МФА: [ˈlʏxtˌɦaːvə(n) ˈsxɪpɦɔl]) — аеропорт, розташований на відстані 17,5 км на південний захід від Амстердама у громаді Гарлемермер у південній частині провінції Північна Голландія. Є найбільшим міжнародним аеропортом в Нідерландах. Англійською мовою він офіційно називається Амстердамським аеропортом «Схіпгол» (англ. Amsterdam Airport Schiphol). Раніше мав код IATA SPL, який замінили на AMS. Аеропорт має статус міста[джерело не вказане 3442 дні].
Схіпгол — важливий аеропорт Європи, який за обсягами пасажиропотоку вважається № 5 в Європі та № 20 у світі. Крім цього він є № 6 у світі за обсягами міжнародного пасажирського трафіку та № 17 у світі за обсягами вантажних перевезень. Основними конкурентами Схіпгола за критеріями обсягів пасажирських та вантажних перевезень є такі, як лондонський Хітроу, аеропорт німецького м. Франкфурт, паризький ім. Шарля де Голля та мадридський Мадрид-Барахас.
Схіпгол є хабом для авіакомпаній:
- KLM
- KLM Cityhopper
- Martinair
- Singapore Airlines Cargo
- Transavia
- TUI fly Netherlands
- Corendon Dutch Airlines
- EasyJet
- Vueling
- LEVEL

## Історія
Слово «Схіпгол» у перекладі з нідерландської означає «Могила кораблів». До 1852 р. на місці аеропорту було велике озеро, під час штормів на якому затонуло багато кораблів. Пізніше тут спорудили форт, який був частиною фортифікаційних укріплень Амстердама.
Аеропорт засновано 16 вересня 1916 р., як військово-повітряну базу із кількома ангарами та однією злітно-посадковою смугою. В 1919 р. поблизу аеропорту відкрили завод із виробництва літаків «Фоккер» (Fokker). Із 17 грудня 1920 р., коли почалися пасажирські перевезення, його стали називати Схіпгол-лес-байнс.

## Авіаперевезення

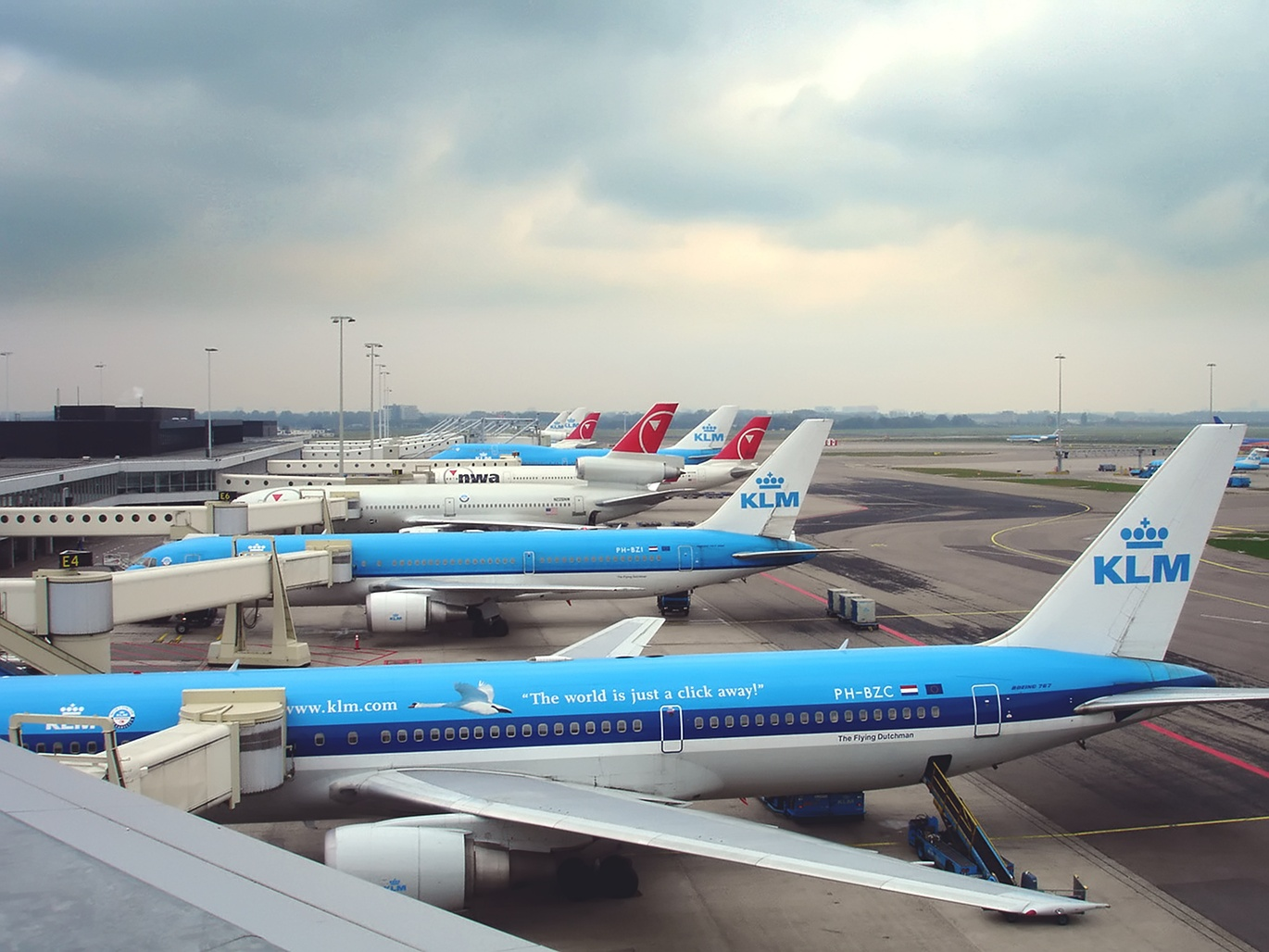
Флот KLM та Northwest Airlines в Схіпголі

В 2010 р. через Схіпгол пройшло 45.3 млн пасажирів, що на 4 % більше, ніж в 2009. В 2009 р. близько 67 % пасажирів скористалися Схіпголом для польотів по Європі, 12 % — для польотів до Північної Америки та майже 9 % — до Азії; вантажний потік у Схіпгола переважно з Азією (45 %) та Північною Америкою (16 %).
Аеропорт є головним «хабом» для авіакомпаній KLM, Martinair, Transavia, Amsterdam Airlines та Arkefly. Також він є європейським «хабом» для американської Delta Air Lines. Через інтенсивний трафік та високі ціни деякі дешеві авіаперевізники («лоукости») перевели операції в менші аеропорти Нідерландів, як Роттердам-Гаага та Ейндговен. Проте багато «лоукостів» продовжують користуватися Терміналом «Н» в Схіпголі, як, наприклад, EasyJet та Bmibaby.

## Авіакомпанії та напрямки, вересень 2019

### Пасажирські
| Авіакомпанія                   | Пункт призначення |
| ------------------------------ | --- |
| Adria Airways                  | Любляна |
| Aegean Airlines                | Афіни |
| Aer Lingus                     | Корк, Дублін |
| Aeroflot                       | Москва-Шереметьєво |
| Aeroméxico                     | Мехіко |
| Air Arabia Maroc               | Фес, Надор, Танжер |
| Air Astana                     | Атирау |
| Air Canada                     | Торонто-Пірсон |
| Air Europa                     | Мадрид |
| Air France                     | Брест-Бретань, Клермон-Ферран, Нант, Париж–Шарль де Голль, Ренн,Страсбург Сезонний: Марсель |
| Air Malta                      | Мальта |
| Air Mauritius                  | Сезонний: Маврикій (завершення 26 жовтня 2019) |
| Air Serbia                     | Белград |
| Air Transat                    | Сезонні: Калгарі, Торонто-Пірсон, Ванкувер |
| airBaltic                      | Рига, Таллінн, Вільнюс |
| Alitalia                       | Мілан–Лінате, Рим–Фіумічіно |
| American Airlines              | Філадельфія Сезонний: Даллас/Форт-Верт |
| Arkia                          | Сезонні: Тель-Авів |
| AtlasGlobal                    | Стамбул–Ататюрк |
| Austrian Airlines              | Відень |
| Belavia                        | Мінськ |
| British Airways                | Лондон-Сіті, Лондон–Гатвік, Лондон–Хітроу |
| Bulgaria Air                   | Софія |
| Cathay Pacific                 | Гонконг |
| China Airlines                 | Тайпей-Таоюань |
| China Eastern Airlines         | Шанхай-Пудун |
| China Southern Airlines        | Пекіна–Кепітал, Гуанчжоу |
| Corendon Airlines Europe       | Сезонний: Іракліон |
| Corendon Dutch Airlines        | Анталія, Фуертевентура, Мадейра, Гран-Канарія, Хургада, Лансароте, Тенерифе-Південний Сезонні: Альгеро, Аліканте, Банжул, Бодрум, Бургас, Катанія, Корфу, Даламан, Енфіда, Ерджан, Фару, Іракліон, Ібіца, Ізмір, Кос, Малага, Мітилена, Натал (з 3 листопада 2019), Охрид, Пальма-де-Мальорка, Родос, Трапані, Закінф |
| Croatia Airlines               | Загреб Сезонний: Дубровник, Пула |
| Czech Airlines                 | Прага |
| Delta Air Lines                | Атланта, Бостон, Детройт, Міннеаполіс/Сент-Пол, New York–JFK, Орландо, Портланд, Солт-Лейк-Сіті, Сіетл/Такома, Тампа |
| easyJet                        | Агадір, Аліканте, Базель-Мюлуз-Фрайбург, Белфаст, Берлін–Шенефельд, Бордо, Бристоль, Будапешт, Единбург, Фуертевентура, Женева, Глазго, Лісабон, Ліверпуль, Лондон–Гатвік, Лондон–Лутон, Лондон–Саутенд, Лондон–Станстед, Малага, Манчестер, Мілан–Лінате, Мілан–Мальпенса, Неаполь, Ніцца, Прага, Рим–Ф'юмічіно, Тель-Авів, Венеція, Відень, Цюрих Сезонний: Катанія, Корфу, Дубровник, Генуя, Хургада (з 14 грудня 2019),, Ібіца, Лансароте, Марсель, Ольбія, Пальма-де-Мальорка, Пула, Родос, Зальцбург, Спліт, Тенерифе-Південний, Тулуза, Верона |
| EgyptAir                       | Каїр |
| El Al                          | Тель-Авів |
| Emirates                       | Дубай |
| Etihad Airways                 | Абу-Дабі |
| Eurowings                      | Гамбург, Штутгарт |
| EVA Air                        | Бангкок-Суварнабхумі, Тайвань-Таоюань |
| Finnair                        | Гельсінкі |
| Flybe                          | Бірмінгем, Донкастер/Шеффілд, Ексетер, Лондон-Сіті, Манчестер, Східний Мідландс, Саутгемптон |
| Garuda Indonesia               | Джакарта-Сукарно-Хатта |
| Georgian Airways               | Тбілісі |
| Iberia Express                 | Мадрид |
| Icelandair                     | Рейк'явік |
| Iran Air                       | Тегеран–Імам Хомейні |
| Jet2.com                       | Лідс-Бредфорд |
| Kenya Airways                  | Найробі |
| KLM                            | Ольборг, Абердин, Абу-Дабі, Аккра, Олесунн, Аліканте, Аруба, Афіни, Атланта, Бахрейн, Бангкок-Суварнабхумі, Барселона, Базель-Мюлуз-Фрайбург, Пекін, Бангалор (з 30 жовтня 2019),, Белфаст-Сіті, Берген, Берлін-Тегель, Більбао, Біллунн, Бірмінгем, Богота, Болонья, Бонайре, Бордо, Бостон-Логан, Бремен, Бристоль, Брюссель, Бухарест, Будапешт, Буенос-Айрес–Есейса, Кальярі, Калгарі, Кейптаун, Кардіфф, Картагена, Катанія, Ченду, Чикаго-О'Хара, Копенгаген, Кюрасао, Даммам, Дар-ес-Салам, Делі, Денпасар/Балі, Дрезден, Дубай, Дублін, Дарем Долина Тиса, Дюссельдорф, Единбург, Едмонтон, Ентеббе, Флоренція, Форталеза, Франкфурт, Гданськ, Женева, Генуя, Глазго, Гетеборг, Гуаякіль, Гамбург, Грац, Ганчжоу, Ганновер, Гавана, Гельсінкі, Гонконг, Хьюстон-Міжнародний, Гамберсайд, Інвернесс, Стамбул, Джакарта-Сукарно-Хатта, Йоганесбург–О.Р. Тамбо, Київ–Бориспіль, Кігалі, Кіліманджаро, Краків, Крістіансанн, Куала-Лумпур, Кувейт, Лагос, Лас-Вегас, Лідс/Бредфорд, Ліма, Лінчепінг, Лісабон, Лондон-Сіті, Лондон–Хітроу, Лос-Анджелес, Луанда, Люксембург, Ліон, Мадрид, Малага, Манчестер, Маніла, Марсель, Мехіко-Сіті, Мілан–Лінате, Мілан–Мальпенса, Міннеаполіс/Сент-Пол, Монпельє, Монреаль–Трюдо, Москва–Шереметьєво, Мумбай, Мюнхен, Маскат, Найробі, Нант, Неаполь, New York–JFK, Ньюкасл, Ніцца, Норвіч, Нюрнберг, Осака–Кансай, Осло–Гардермуен, Панама, Парамарибо, Париж–Шарль де Голль, Порту, Прага, Кіото, Ріо-де-Жанейро-Галеан, Рим–Фіумічіно, Сан-Франциско, Осло-Торп, Сантьяго-де-Чилі, Сан-Паулу-Гуарульюс, Сеул–Інчхон, Шанхай–Пудун, Сінгапур, Сен-Мартен, Ст Петербург, Ставангер, Стокгольм–Арланда, Штутгарт, Тайвань-Таоюань, Тель-Авів, Токіо–Наріта, Торонто-Пірсон, Тулуза, Тронгейм, Турин, Валенсія, Ванкувер, Векше, Венеція, Відень, Варшава-Шопен, Вашингтон-Даллес, Віндгук, Вроцлав, Сяминь, Загреб, Цюрих Сезонний: Ібіца, Монровія (з 29 жовтня 2019),, Маямі, Солт-Лейк-Сіті, Сан-Хосе, Спліт |
| Korean Air                     | Сеул-Інчхон |
| Level                          | Барселона, Фуертевентура, Лісабон, Лондон-Лутон, Мілан-Мальпенса, Рим-Ф'юмічіно, Відень |
| LOT Polish Airlines            | Варшава–Шопен |
| Lufthansa                      | Франкфурт, Мюнхен |
| Norwegian Air Shuttle          | Копенгаген, Гельсінкі, New York–JFK, Осло–Гардермуен, Стокгольм–Арланда |
| Onur Air                       | Анталія |
| Pegasus Airlines               | Анталія, Стамбул–Сабіха Гекчен Сезонний: Бодрум, Ізмір, Кайсері, Конья |
| Qatar Airways                  | Доха |
| Royal Air Maroc                | Касабланка, Надор, Танжер Сезонний: Ель-Хосейма, Уджда |
| Royal Jordanian                | Амман |
| Ryanair                        | Дублін, Малага |
| Scandinavian Airlines          | Копенгаген, Осло–Гардермуен, Стокгольм–Арланда |
| Singapore Airlines             | Сінгапур |
| Sun D'Or                       | Сезонний: Тель-Авів |
| SunExpress                     | Ізмір Сезонний: Ель-Хосейма, Анкара, Анталія, Кайсері, Конья,Надор |
| Surinam Airways                | Парамарибо |
| Swiss International Air Lines  | Цюрих |
| TAP Air Portugal               | Лісабон, Порту |
| TAROM                          | Бухарест |
| Transavia                      | Агадір, Аліканте, Альмерія, Амман (з 1 листопада 2019),, Афіни, Барселона, Барі, Бейрут, Белград, Касабланка, Катанія, Дубай, Фару, Фуертевентура, Мадейра, Гран-Канарія, Гельсінкі, Ібіца, Інсбрук, Катовіце, Ла-Пальма, Лансароте, Ларнака, Любляна, Лісабон, Малага, Марракеш, Неаполь, Ніцца, Париж–Орлі, Піза, Порту, Реус, Рейк'явік, Севілья, Софія, Тель-Авів, Тенерифе-Південний, Салоніки, Тирана, Валенсія, Цюрих Сезонний: Аяччо, Анталія, Бодрум, Шамбері, Ханья, Хіос, Корфу, Даламан, Дубровник, Ейлат-Рамон (з 2 листопада 2019), Жирона, Іракліон, Ізмір, Каламата, Кефалонія, Кос, Мальта, Менорка, Міконос, Ольбія, Палермо, Пальма-де-Мальорка, Пафос, Превеза, Родос, Сал, Зальцбург, Самос, Санторіні, Варна, Верона, Закінф |
| Transavia France               | Париж-Орлі |
| TUI fly Netherlands            | Аруба, Банжул, Боа-Віста, Бонайре, Канкун, Курасао, Фуертевентура, Гран-Канарія, Ольгін, Хургада, Лансароте, Малага, Марса-Алам, Маямі, Монтего-Бей, Орландо, Парамарибо, Прая, Пунта-Кана, Сал, Сан-Вісенте, Тенерифе-Південний, Варадеро Сезонний: Аліканте, Анталія, Бодрум, Ханья, Корфу, Дакар, Даламан, Енфіда, Фару, Мадейра, Газіпаша, Іракліон, Ібіца, Івало, Ізмір, Карпатос, Кефалонія, Кіттіля, Кос, Куусамо, Ла-Пальма, Менорка, Момбаса, Міконос, Мітилена, Охрид, Пальма-де-Мальорка, Пафос, Понта-Делгада, Превеза, Пула, Родос, Самос, Санторіні, Севілья, Шарм-ель-Шейх, Скіатос, Закінф, Занзібар |
| Tunisair                       | Туніс |
| Turkish Airlines               | Стамбул, Стамбул–Сабіха Гекчен |
| Ukraine International Airlines | Київ–Бориспіль |
| United Airlines                | Чикаго–О'Хара, Х'юстон-Інтерконтінентал, Ньюарк, Вашингтон-Даллес Сезонний: Сан-Франциско |
| Ural Airlines                  | Москва-Жуковський (з 30 жовтня 2019) |
| Vueling                        | Аліканте, Барселона, Більбао, Флоренція, Малага, Сантьяго-де-Компостела, Валенсія Сезонний: Ібіца, Пальма-де-Мальорка |
| XiamenAir                      | Сяминь |

### Вантажні
| Авіакомпанія                  | Пункт призначення |
| ----------------------------- | --- |
| Air China Cargo               | Шанхай–Пудун, Тяньцзінь |
| AirBridgeCargo Airlines       | Анкоридж, Ченду, Чикаго–О'Хара, Хабаровськ, Лос-Анджелес, Москва–Домодєдово, Москва–Шереметьєво, Новосибірськ, Шанхай–Пудун, Чженчжоу |
| Cargolux                      | Люксембург |
| Cathay Pacific Cargo          | Ченнаї, Дубай-Аль-Мактум, Франкфурт, Гонконг |
| Centurion Air Cargo           | Каракас, Х'юстон-Інтерконтінентал, Маямі |
| China Airlines Cargo          | Бангкок-Суварнабхумі, Дубай-Аль-Мактум, Прага, Тайвань-Таоюань |
| China Cargo Airlines          | Шанхай–Пудун, Нінбо, Чженчжоу, Сіань, Сарагоса, Копенгаген, Тяньцзінь, |
| China Southern Airlines Cargo | Чунцин, Гуанчжоу, Шанхай–Пудун, Відень |
| Coyne Airways                 | Тбілісі |
| DHL Aviation                  | Східний Мідландс, Лондон–Хітроу |
| Emirates SkyCargo             | Барселона, Чикаго–О'Хара, Колумбус, Дубай-Аль-Мактум, Х'юстон-Інтерконтінентал, Лос-Анджелес, Люксембург, Осло-Гардермуен |
| Etihad Cargo                  | Абу-Дабі, Барбадос, Богота, Найробі, Сан-Хуан |
| FedEx Express                 | Осло-Гардермуен, Париж–Шарль де Голль |
| Kalitta Air                   | Бахрейн, Ньюарк |
| Korean Air Cargo              | Сеул–Інчхон |
| LATAM Cargo Chile             | Франкфурт, Сан-Паулу-Віракопус, Сантьяго-де-Чилі |
| Martinair                     | Агуаділья, Богота, Буенос-Айрес-Есейса, Сан-Паулу-Віракопус, Каракас, Каїр, Чикаго–О'Хара, Дар-эс-Салам (аеропорт), Ентеббе, Гватемала, Хараре, Йоганнесбург–О. Р. Тамбо, Хартум, Кігалі, Ліма, Лондон–Станстед, Лусака, Мехіко-Сіті, Маямі, Найробі, Кіото, Сан-Хосе, Сантьяго-де-Чилі |
| MASkargo                      | Дубай-Аль-Мактум, Куала-Лумпур, Мумбай |
| MNG Airlines                  | Стамбул–Ататюрк, Мюнхен, Триполі–Мітіга |
| Nippon Cargo Airlines         | Токіо–Наріта |
| Qatar Airways Cargo           | Чикаго–О'Хара, Доха |
| Saudia Cargo                  | Джидда, Йоганнесбург–О. Р. Тамбо, Найробі |
| Silk Way Airlines             | Баку |
| Singapore Airlines Cargo      | Бангалор, Ченнаї, Чикаго–О'Хара, Копенгаген, Йоганнесбург–О. Р. Тамбо, Лондон–Хітроу, Мумбай, Шарджа, Сінгапур |
| Thai Airways Cargo            | Бангкок-Суварнабхумі, Ченнаї |
| Turkish Airlines Cargo        | Стамбул–Ататюрк, Лондон–Станстед |
| Uzbekistan Airways            | Навої |
| Yangtze River Express         | Мюнхен, Шанхай–Пудун, Тяньцзінь, Чженчжоу |

## Рейтинг
Схіпгол має «4 зірки» і є одним з 8-ми аеропортів світу, якому присуджено рейтинг «4 зірки» або більше відповідно до системи оцінювання Skytrax.

## Інфраструктура
Схіпгол є найнижчим у світі аеропортом — 3,4 метра нижче рівня моря.

### Летовище
Диспетчерська навігаційна вежа в Схіпголі заввишки 101 м і була найвищою у світі на момент спорудження в 1991 році.
Схіпгол має 6 злітно-посадкових смуг, одна з яких використовується тільки для загальної авіації. Заплановано спорудити смугу № 7. Відстань від терміналів, приміром, до північного кінця смуги Полдербаан становить 7 км, тому літакам доводиться вирулювати на неї чи з неї впродовж щонайменше 20-ти хвилин.
| Номер | Напрямок/код | Довжина (в метрах і футах) | Назва смуги      | Походження назви                                                                                          | Поверхня | Примітки |
| ----- | ------------ | -------------------------- | ---------------- | --- | -------- | --- |
| 1     | 18R/36L      | 3800 m 12 467 ft           | Полдербан        | Назву обрано на конкурсній основі. «Полдер» у перекладі з нідерландської означає землю, відібрану у води. | Асфальт  | Найновіша смуга, відкрита в 2003 році. Знаходиться на відстані 15 хвилин руління від терміналу. Це дозволяє зменшити шум від літаків. На неї намагався сісти рейс 1951 Turkish Airlines під час катастрофи. |
| 2     | 06/24        | 3500 m 11 483 ft           | Кагбан           | Названо на честь озера Кагерплассена, розташованого при кінці смуги                                       | Асфальт  | Смуга мала місце для авіаглядачів (спотинг) до 2008 року, коли місце було закрите. |
| 3     | 09/27        | 3453 m 11 329 ft           | Бейтенвелдертбан | Названо на честь Бейтенвелдерта, частини Амстердама                                                       | Асфальт  | трагічний рейс 1862 El Al намагався сісти на цю смугу. |
| 4     | 18L/36R      | 3400 m 11 155 ft           | Алсмербан        | Названо на честь Алсмера                                                                                  | Асфальт  | - |
| 5     | 18C/36C      | 3300 m 10 826 ft           | Званенбургбан    | Названо на честь села Званенбург                                                                          | Асфальт  | З цієї смуги вирушив у останню путь трагічний рейс 1862 El Al |
| 6     | 04/22        | 2014 m 6608 ft             | Остбан           | найсхідніша зі смуг                                                                                       | Асфальт  | В 2010 р. Boeing 737 Corendon Airlines викотився за межі цієї смуги |

### Термінали

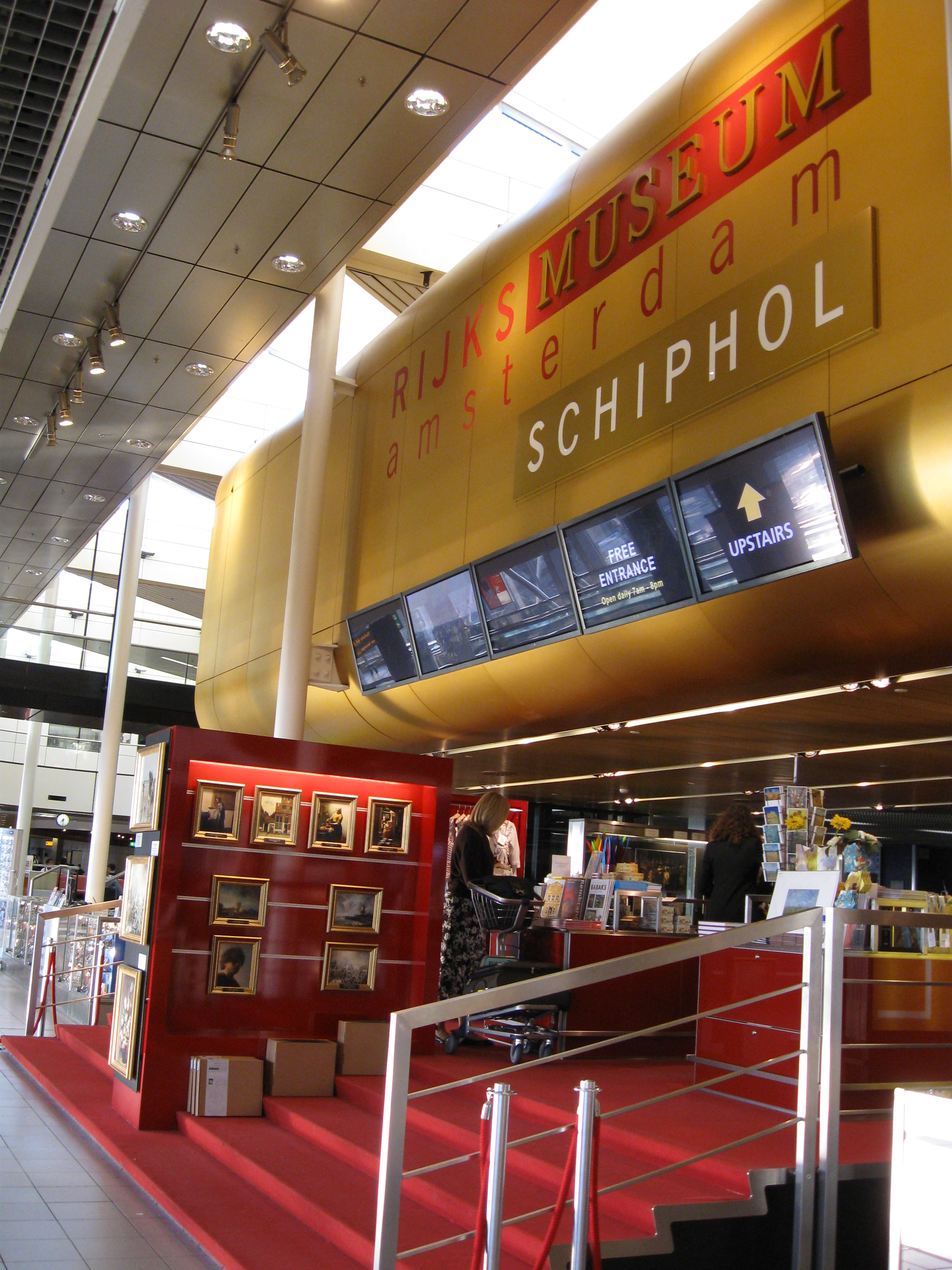
Вхід до музею аеропорту

Схіпгол оснащено 18-ма подвійними воротами для обслуговування великих літаків типу Airbus A380.

### Зручності для пасажирів
В аеропорті працює торговельно-розважальний центр «СхіпголПлаза», розташований перед пунктами митного і прикордонного контролю для зручності не лише пасажирів, а й інших відвідувачів.
Також в аеропорті є безкоштовний музей класичного і сучасного мистецтва «Рейксмюзеюм». Влітку 2010 р. поруч з музеєм відкрилася бібліотека площею 90 м²., яка надає пасажирам вибір із 1,200 книжок на 29 мовах про Нідерланди, їхню історію та культуру. Крім книг бібліотека надає в користування їхні електронні версії («е-бук») та можливість безкоштовно завантажити на компьютери чи мобільні пристрої музику нідерландських артистів і композиторів.
В аеропорті є морг для зберігання тіл померлих перед транспортуванням (чи після).
Із жовтня 2006 р. в Схіпголі можна здійснити процедуру укладення шлюбу.
Для авіаційних ентузіастів в Схіпголі працює безкоштовний оглядовий майданчик на даху під назвою «Панораматеррас», а з червня 2011 р. ще й припаркований літак-музей (KLM Cityhopper — Fokker 100).

## Галерея

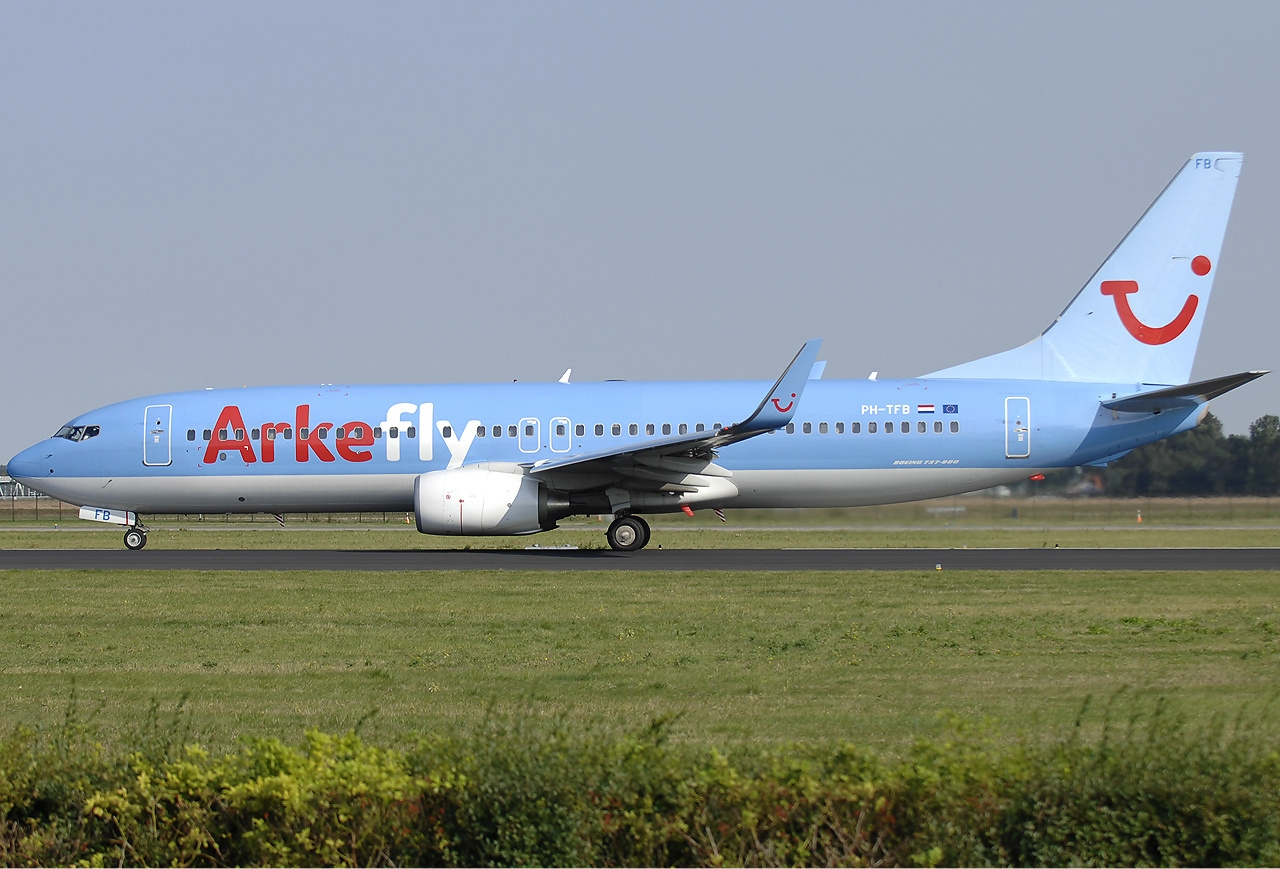
Arkefly Boeing 737-800 в аеропорту
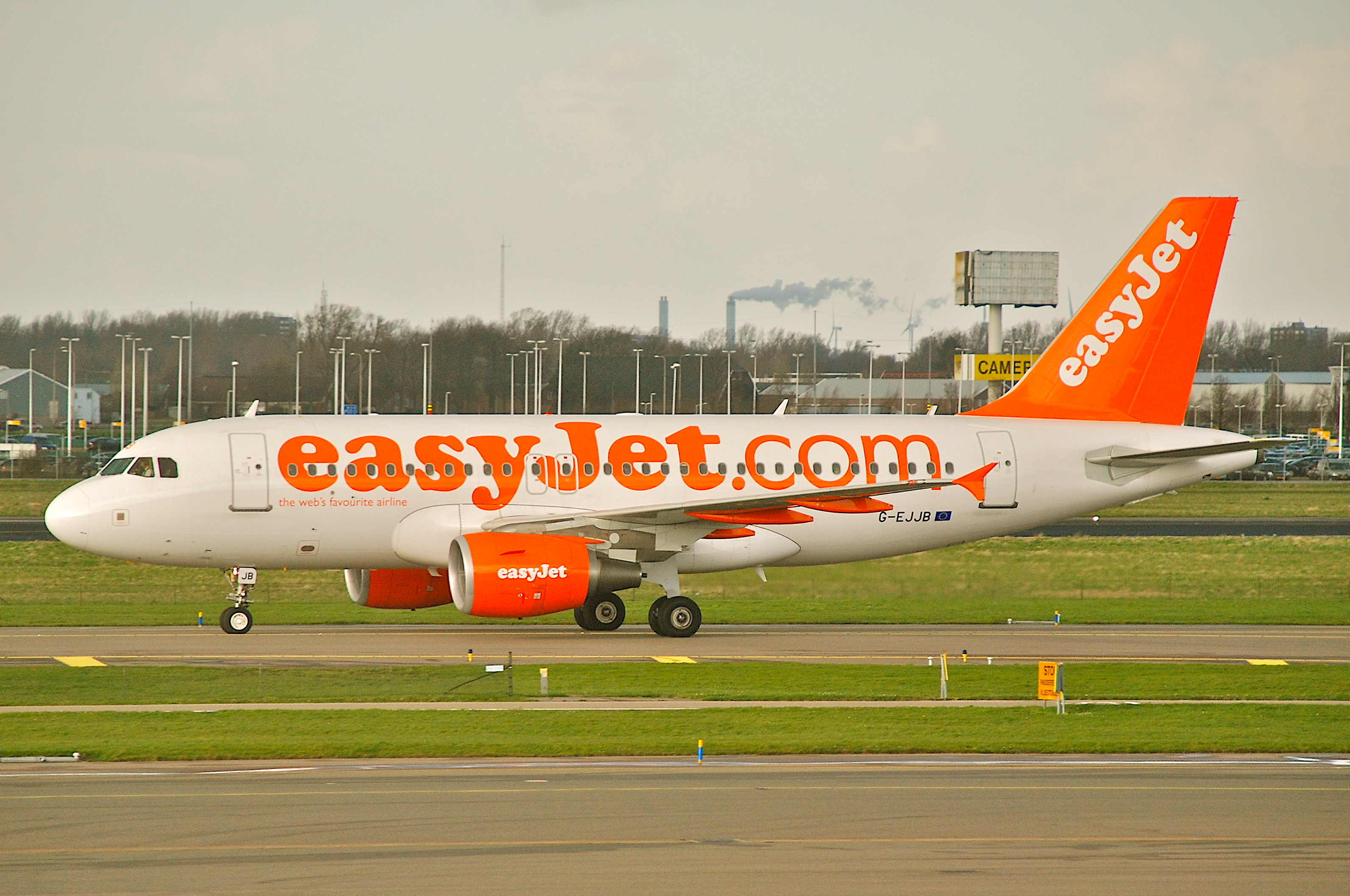
easyJet Airbus A319 в аеропорту
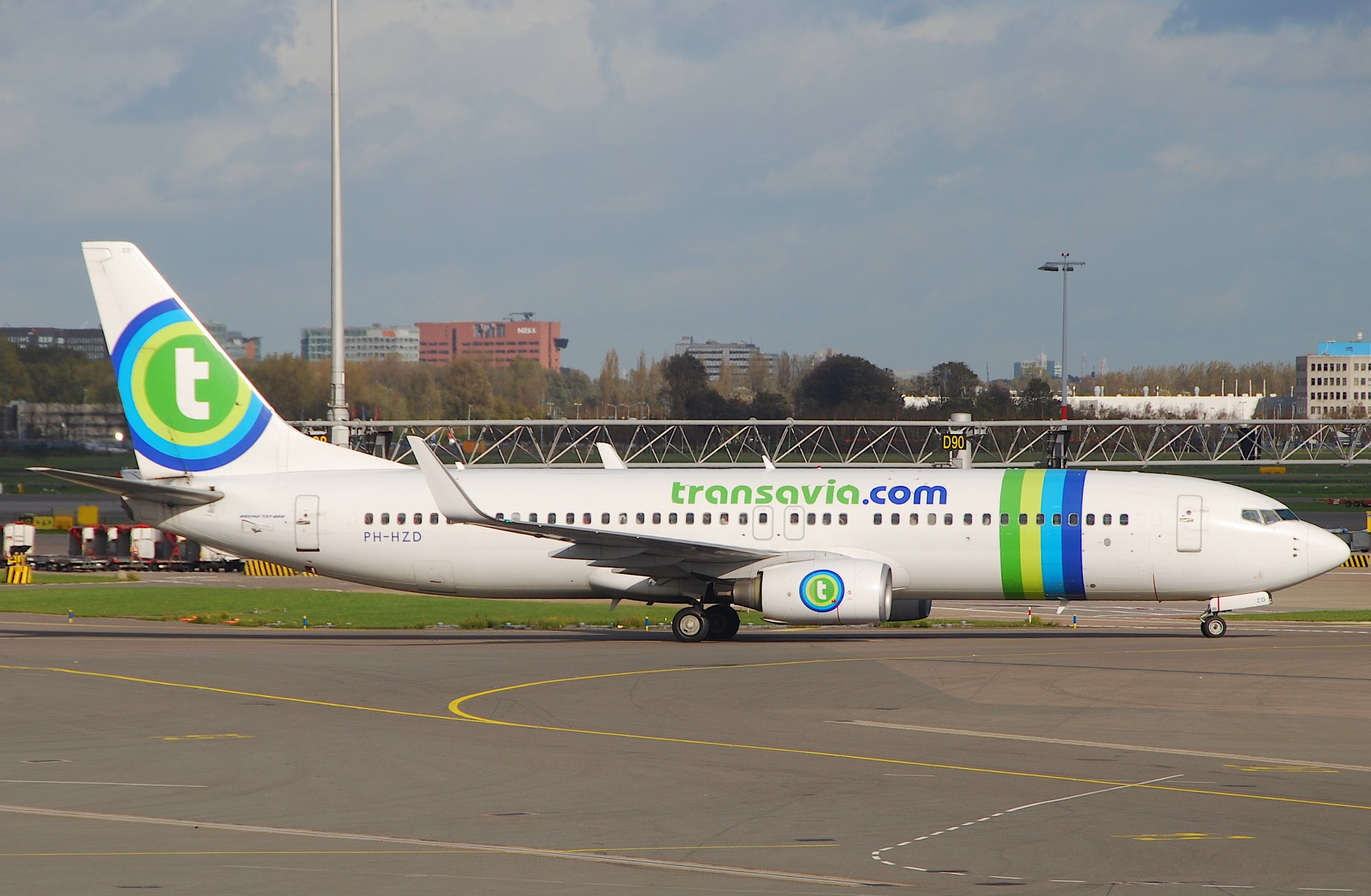
Transavia Boeing 737-800 в аеропорту
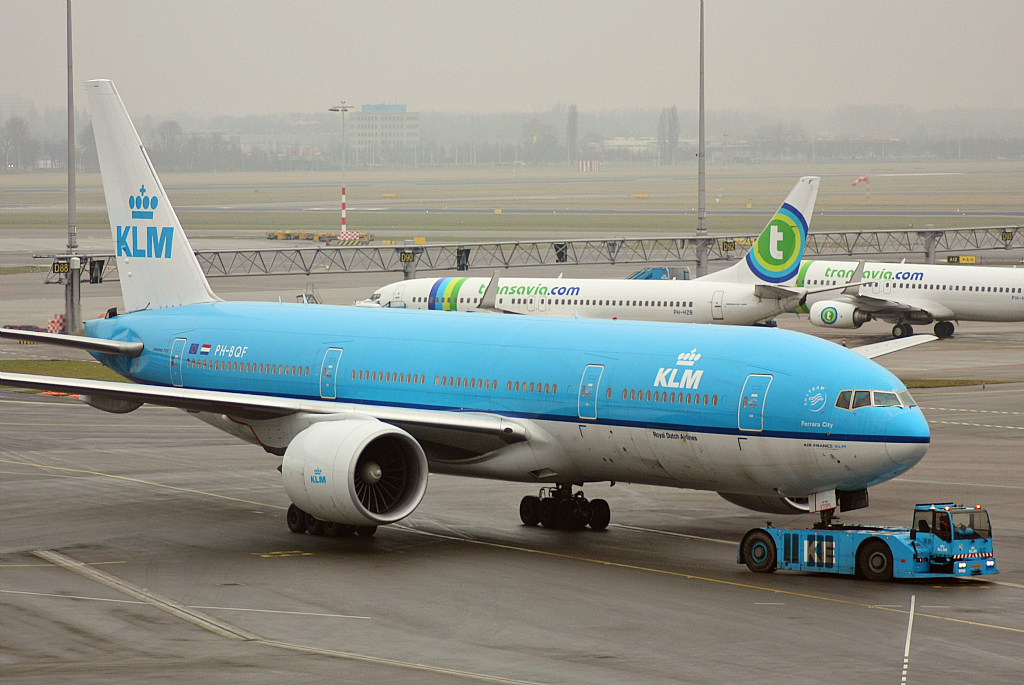
KLM Boeing 777-200ER в аеропорту
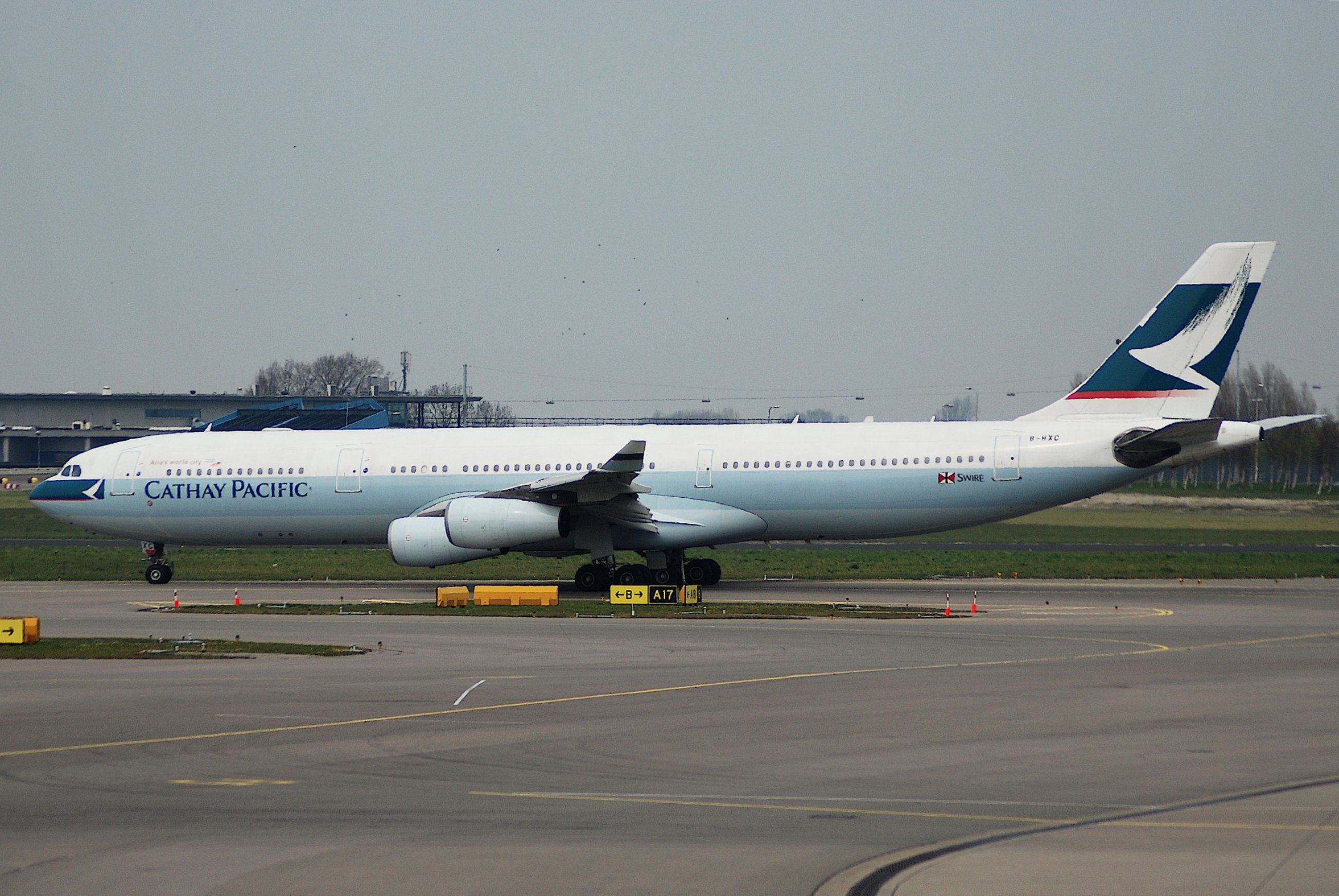
Cathay Pacific Airbus A340 в аеропорту
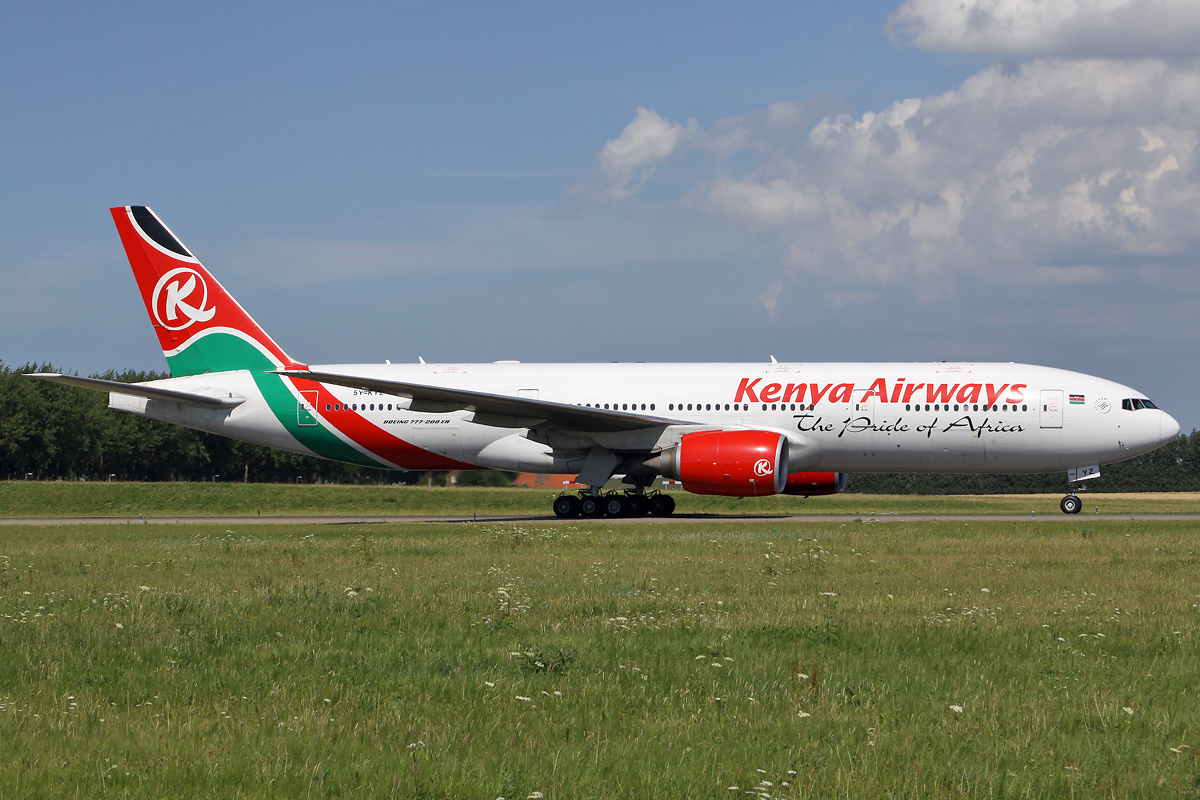
Kenya Airways Boeing 777-200ER в аеропорту

## Статистика
Див. джерело запитів Вікіданих та джерела.
| Місце | Аеропорт                           | Кількість пасажирів у 2015 | Зміна % | Перевізник                                                                                  |
| --- | ---------------------------------- | -------------------------- | ------- | ------------------------------------------------------------------------------------------- |
| 1 | , Лондон (Хітроу), Велика Британія | 1,587,992                  | ▲6.8    | British Airways, KLM, KLM Cityhopper                                                        |
| 2 | , Барселона, Іспанія               | 1,202,517                  | ▼-1.3   | KLM, Transavia, Vueling                                                                     |
| 3 | , Париж, Франція                   | 1,150,297                  | ▼-0.8   | Air France, KLM                                                                             |
| 4 | , Рим, (Фьюмічіно), Італія         | 1,139,727                  | ▲10.8   | Alitalia, easyJet, KLM, Vueling                                                             |
| 5 | , Лондон (Гатвік), Велика Британія | 1,041,133                  | ▲18.9   | British Airways, easyJet, Garuda Indonesia                                                  |
| 6 | , Барахас, Мадрид, Іспанія         | 925,200                    | ▲10.1   | Air Europa, KLM, Iberia Express                                                             |
| 7 | , Копенгаген, Данія                | 913,084                    | ▲2.8    | KLM, KLM Cityhopper, Norwegian Air Shuttle, SAS                                             |
| 8 | , Манчестер, Велика Британія       | 858,149                    | ▲17.1   | easyJet, FlyBe, KLM, KLM Cityhopper                                                         |
| 9 | , Франкфурт, Німеччина             | 799,450                    | ▲6.1    | KLM, KLM Cityhopper, Lufthansa, Lufthansa CityLine                                          |
| 10 | , Мюнхен, Німеччина                | 789,482                    | ▲7.9    | KLM, KLM Cityhopper, Lufthansa, Lufthansa CityLine                                          |
| 11 | , Стамбул (Ататюрк), Туреччина     | 777,526                    | ▲23.7   | AtlasGlobal, Corendon, KLM, Onur Air, Turkish Airlines                                      |
| 12 | , Цюрих, Швейцарія                 | 761,115                    | ▲5.6    | KLM, KLM Cityhopper, Swiss International Air Lines                                          |
| 13 | , Стокгольм (Арланда), Швеція      | 735,084                    | ▲6.3    | KLM, Norwegian Air Shuttle, Scandinavian Airlines                                           |
| 14 | , Лісабон, Португалія              | 669,419                    | ▲0.2    | easyJet, KLM, TAP Portugal, Transavia                                                       |
| 15 | , Женева, Швейцарія                | 649,621                    | ▲1.6    | easyJet Switzerland, KLM, KLM Cityhopper                                                    |
| 16 | , Осло (Гардермуен), Норвегія      | 641,066                    | ▲4.3    | KLM, Norwegian Air Shuttle, Scandinavian Airlines                                           |
| 17 | , Мілан (Лінате), Італія           | 624,820                    | ▲14.1   | Alitalia, easyJet, KLM                                                                      |
| 18 | , Единбург, Велика Британія        | 619,604                    | ▲3.2    | easyJet, KLM, KLM Cityhopper                                                                |
| 19 | , Дублін, Ірландія                 | 608,252                    | ▲18.4   | Aer Lingus, Ryanair                                                                         |
| 20 | , Анталія, Туреччина               | 588,583                    | ▼−18.4  | Corendon Airlines, Corendon Dutch Airlines, SunExpress, Transavia, TUI Airlines Netherlands |
| Source: http://trafficreview2015.schipholmagazines.nl/assets/traffic-review-2015.pdf [Архівовано 3 березня 2016 у Wayback Machine.] |                                    |                            |         |                                                                                             |

| Місце | Аеропорт                               | Пасажирів, 2015 | Зміна % | Перевізники                                                   |
| --- | -------------------------------------- | --------------- | ------- | ------------------------------------------------------------- |
| 1 | , Дубай, Об'єднані Арабські Емірати    | 816,578         | ▲19.7   | Emirates, KLM, Transavia, TUI Airlines Netherlands            |
| 2 | , Атланта, США                         | 777,557         | ▲4.0    | Delta, KLM                                                    |
| 3 | , Нью-Йорк (JFK), США                  | 661,932         | ▼-0.6   | Delta, KLM                                                    |
| 4 | , Детройт, США                         | 598,460         | ▼−4.0   | Delta                                                         |
| 5 | , Міннеаполіс/Сент-Пол, США            | 471,644         | ▲3.1    | Delta                                                         |
| 6 | , Кюрасао, Кюрасао                     | 459,426         | ▲7.8    | KLM, TUI Airlines Netherlands                                 |
| 7 | , Бангкок (Суварнабхумі), Таїланд      | 447,582         | ▲0,8    | China Airlines, EVA Air, KLM                                  |
| 8 | , Найробі, Кенія                       | 430,321         | ▲0,8    | Kenya Airways, KLM                                            |
| 9 | , Торонто, Канада                      | 418,507         | ▲13.9   | Air Canada, Air Transat, KLM, TUI Airlines Netherlands        |
| 10 | , Гонконг, Гонконг                     | 406,468         | ▲11.2   | Cathay Pacific, KLM                                           |
| 11 | , Тель-Авів, Ізраїль                   | 390,914         | ▲12.2   | Arkia Israel Airlines, easyJet, El Al, Israir, KLM, Transavia |
| 12 | , Абу-Дабі, Об'єднані Арабські Емірати | 379,852         | ▲19.8   | Etihad Airways, KLM                                           |
| 13 | , Сінгапур, Сінгапур                   | 346,155         | ▲2.2    | KLM, Singapore Airlines                                       |
| 14 | , Пекін, Китай                         | 315,145         | ▲1.1    | KLM                                                           |
| 15 | , Х'юстон, США                         | 311,191         | ▼-7.9   | KLM, United Airlines                                          |
| 16 | , Шанхай (Пудун), Китай                | 294,716         | ▲1.6    | KLM                                                           |
| 17 | , Лос-Анджелес, США                    | 281,929         | ▲7.8    | KLM                                                           |
| 18 | , Куала-Лумпур, Малайзія               | 274,767         | ▼-3.8   | KLM                                                           |
| 19 | , Вашингтон (Даллес), США              | 262,498         | ▲0.2    | KLM, United Airlines                                          |
| 20 | , Парамарибо, Суринам                  | 262,059         | ▲4.1    | KLM, Surinam Airways                                          |
| Джерело: http://trafficreview2015.schipholmagazines.nl/assets/traffic-review-2015.pdf [Архівовано 3 березня 2016 у Wayback Machine.] |                                        |                 |         |                                                               |

| Місце | Країна          | Перельоти 2015 | Зміна % |  |
| 1 | Велика Британія | 87,199         | ▲3.9    |  |
| 2 | Німеччина       | 44,983         | ▼-1.4   |  |
| 3 | Іспанія         | 29,165         | ▲6.5    |  |
| 4 | Франція         | 28,234         | ▲6.7    |  |
| 5 | Італія          | 27,606         | ▲11.8   |  |
| 6 | США             | 22,647         | ▲4.6    |  |
| 7 | Норвегія        | 19,043         | ▼-0.2   |  |
| 8 | Швейцарія       | 17,167         | ▲2.3    |  |
| 9 | Туреччина       | 15,938         | ▼-1.3   |  |
| 10 | Данія           | 13,301         | ▲1.8    |  |
| Джерело: http://trafficreview2015.schipholmagazines.nl/assets/traffic-review-2015.pdf [Архівовано 3 березня 2016 у Wayback Machine.] |                 |                |         |  |

| Місце | Країна          | Пасажирів, 2015 | Зміна % |  |
| 1 | Велика Британія | 8,964,262       | ▲9.0    |  |
| 2 | США             | 4,992,872       | ▲3.4    |  |
| 3 | Іспанія         | 4,447,349       | ▲7.1    |  |
| 4 | Німеччина       | 3,932,938       | ▲8.9    |  |
| 5 | Італія          | 3,529,587       | ▲13.3   |  |
| 6 | Франція         | 2,894,698       | ▲11.3   |  |
| 7 | Туреччина       | 2,368,430       | ▼-3.5   |  |
| 8 | Швейцарія       | 1,796,623       | ▲6.7    |  |
| 9 | Норвегія        | 1,737,096       | ▲3.2    |  |
| 10 | Данія           | 1,418,665       | ▲4.9    |  |
| Джерело: http://trafficreview2015.schipholmagazines.nl/assets/traffic-review-2015.pdf [Архівовано 3 березня 2016 у Wayback Machine.] |                 |                 |         |  |

## Інциденти і катастрофи

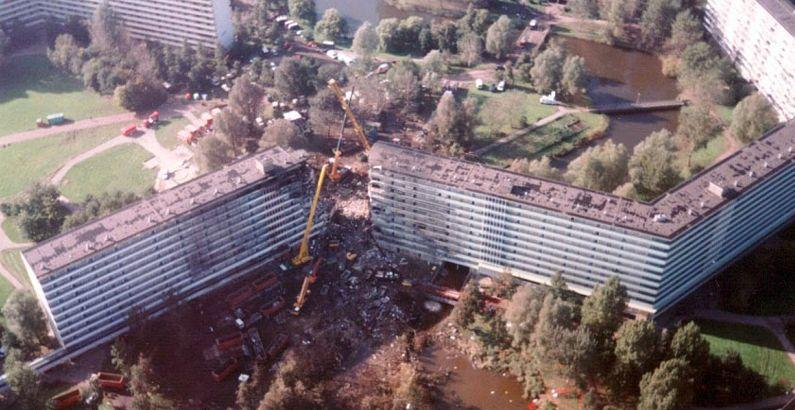
Місце катастрофи рейсу 1862 авіакомпанії El Al в 1992

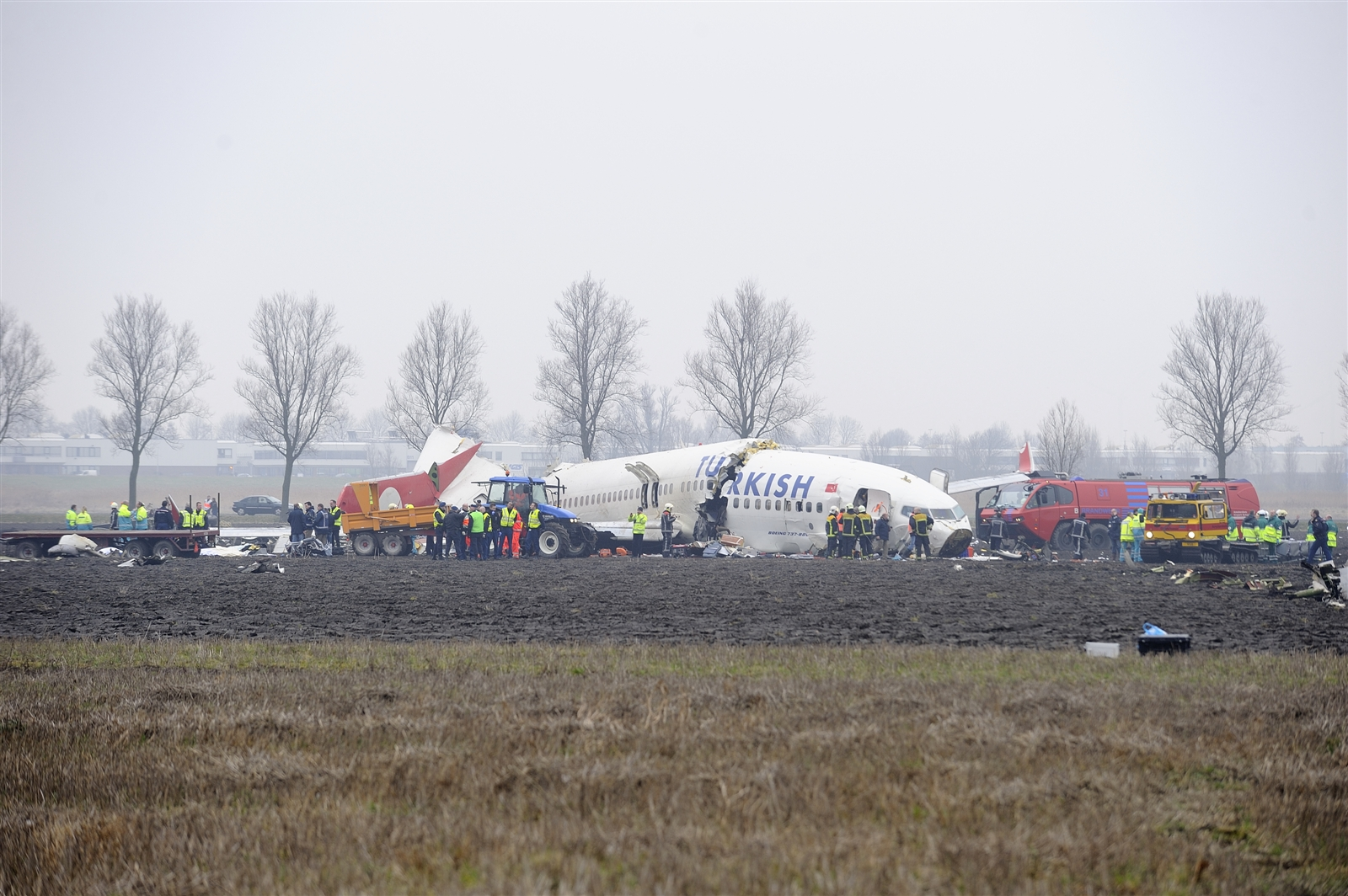
Місце катастрофи рейсу 1951 авіакомпанії Turkish Airlines 25.02.2009

- 14 листопада 1946, літак DC-47 авіакомпанії KLM прибував із Лондона до Схіпгола через погану погоду, перші два заходи на посадку були невдалими. Під час третього заходу пілот виявив відхилення літака від смуги. Різкий поворот вліво на малій швидкості призвів до зіткнення лівого крила із землею. Як наслідок — руйнування, загоряння і загибель всіх 26 людей на борту включно з 5-ма членами екіпажу.
- 4 жовтня 1992, у вантажного Boeing 747 рейсу 1862 авіакомпанії El Al, який прямував в Тель-Авів, одразу після злету відпали обидва двигуна на правому крилі. При спробі повернутися назад і здійснити аварійну посадку літак впав на багатоквартирний будинок в амстердамському передмісті Бейлмер. Загинули 43 людини, включно з трьома членами екіпажу і пасажиром.
- 4 квітня 1994, літак Saab 340 рейсу 433 авіакомпанії KLM до м. Кардіфф (Уельс) повертався до Схіпгола із вимкненим другим двигуном, в якому, як вважав екіпаж, був недостатній тиск масла (світився несправний індикатор попередження). Під час зближення із смугою капітан вирішив піти на друге коло й додав газу лише на одному двигуні. Внаслідок цього літак розвернуло, він вдарився носом в асфальт. Троє із 24 людей на борту, включно з капітаном, загинули. 9 осіб були серйозно травмовані.
- 25 лютого 2005, в аеропорту сталася найбільша крадіжка діамантів.
- 27 жовтня 2005 в пункті затримання аеропорту сталася пожежа, внаслідок якої загинуло 11 і було поранено 15 осіб.
- 25 лютого 2009, літак Boeing 737–800 рейсу 1951 авіакомпанії Turkish Airlines зі Стамбула розбився на підльоті до Схіпгола, не дотягнувши 1 км до смуги Полдербан. 9 осіб із 135, що були на борту, загинули, 86 — травмовані. Причиною виявилася несправність лівого радіо альтиметра.
- 25 грудня 2009, ісламський терорист з Нігерії Умар Фарук Абдулмуталлаб привів в дію вибуховий пристрій на борту Airbus A330 рейсу 253 з Схіпгола до Детройта (США) в момент посадки в аеропорті Детройт Метрополітен Уейн, штат Мічиган. Пристрій спрацював некоректно, зловмисник обпалив собі ноги і нижню частину тіла.[24]
- 13 січня 2010, літак Boeing 767 рейсу OR361 авіакомпанії Arkefly з Схіпгола до аеропорту Аруба подав сигнал небезпеки через бійку екіпажу із пасажиром, який заявив, що на борту є бомба. Літак здійснив аварійну посадку в аеропорті Шеннон. Поліція штурмувала літак і знешкодила зловмисника.
- 2 березня 2010, шведський пілот авіакомпанії Corendon Airlines був заарештований у Схіпголі через те, що він 13 років керував пасажирськими літаками без відповідної ліцензії. Під час затримання він збирався вирушити на Boeing 737 до Анкари, Туреччина із 101 пасажиром на борту.[25][26][27]
- 2 жовтня 2010, літак Boeing 737 авіакомпанії Corendon Airlines приземлився за поганої погоди на коротку смугу Остбан і викотився з неї.

## Виноски
1. ↑  Airports Council International [Архівовано 27 вересня 2011 у Wayback Machine.] International Passenger Traffic for past 12 months
2. ↑  [[{{{2}}} {{{1}}}|{{{1}}} {{{2}}}]] Stelling van Amsterdam — Fort van het Schiphol [Архівовано 5 липня 2008 у Wayback Machine.]
3. ↑  Архівована копія. Архів оригіналу за 12 липня 2012. Процитовано 28 серпня 2011.{{cite web}}:  Обслуговування CS1: Сторінки з текстом «archived copy» як значення параметру title (посилання) [Архівовано 2012-07-12 у Wayback Machine.]
4. ↑  Recovery of aviation sector continues — Schiphol Group. Архів оригіналу за 2 жовтня 2011. Процитовано 28 серпня 2011. [Архівовано 2011-10-02 у Wayback Machine.]
5. ↑  Annual Report Schiphol Group 2009. Schipholgroup. 2010. Архів оригіналу за 27 червня 2013. Процитовано 28 серпня 2011. [Архівовано 2013-07-10 у Wayback Machine.]
6. ↑  KLM en Air Mauritius staken Mauritius-vluchten. 15 квітня 2019. Архів оригіналу за 22 травня 2019. Процитовано 30 серпня 2019.
7. ↑  Liu, Jim. easyJet schedules new routes in W19. Routesonline. Архів оригіналу за 16 липня 2019. Процитовано 16 липня 2019.
8. ↑  After the demise of Jet Airways, KLM will fly to Bangalore and suspend Colombo, Sri Lanka. 22 травня 2019. Архів оригіналу за 30 серпня 2019. Процитовано 30 серпня 2019.
9. ↑  KLM cancels Colombo service in W19. Архів оригіналу за 29 травня 2019. Процитовано 30 серпня 2019.
10. ↑  KLM start vluchten naar Liberia in Costa Rica. luchtvaartnieuws.nl. Архів оригіналу за 12 квітня 2019. Процитовано 9 квітня 2019.
11. ↑  Transavia komend winterseizoen naar Amman. 16 квітня 2019. Архів оригіналу за 10 травня 2019. Процитовано 31 серпня 2019.
12. ↑  Liu, Jim (26 серпня 2019). Ural Airlines adds Moscow – Amsterdam service in late-Oct 2019. Routesonline. Архів оригіналу за 26 серпня 2019. Процитовано 26 серпня 2019.
13. ↑  Airport Star Ranking - 4 Star Airports. Skytrax. 2009. Архів оригіналу за 27 червня 2013. Процитовано 31 січня 2011.
14. ↑  Tourist Information on buildings and water management. Архів оригіналу за 26 грудня 2014. Процитовано 7 травня 2019.
15. ↑  Algemeen Hoogtebestand Nederlands, official elevation map by the Ministry of Water and Transport. Архів оригіналу за 23 червня 2013. Процитовано 28 серпня 2011.
16. ↑  Airport Technology. Архів оригіналу за 31 серпня 2011. Процитовано 28 серпня 2011. [Архівовано 2011-08-31 у Wayback Machine.]
17. ↑  Aircraft spotting. Архів оригіналу за 16 грудня 2012. Процитовано 28 серпня 2011.
18. 1 2  Webpage on the accident El-Al 1852. Архів оригіналу за 7 лютого 2012. Процитовано 28 серпня 2011.
19. ↑  Airliners.net Corendon Ran Off… [Архівовано 18 січня 2012 у Wayback Machine.], visited 10 October 2010
20. ↑  Rijksmuseum Amsterdam Schiphol. Архів оригіналу за 20 серпня 2011. Процитовано 28 серпня 2011.
21. ↑  Clark, Nicola (15 вересня 2010). At Schiphol, an Unlikely Sanctuary of Books. The New York Times. Архів оригіналу за 31 травня 2013. Процитовано 28 серпня 2011.
22. ↑  Will you marry me at the airport?. Архів оригіналу за 21 жовтня 2011. Процитовано 28 серпня 2011.
23. ↑  Fokker 100 van KLM op Panoramaterras Schiphol. 8 червня 2011. Архів оригіналу за 27 червня 2013. Процитовано 28 серпня 2011. [Архівовано 2013-05-29 у Wayback Machine.]
24. ↑  Officials: Possible terror attack on Northwest jet. Архів оригіналу за 10 липня 2010. Процитовано 28 серпня 2011.
25. ↑  'Fake pilot' arrested moments before take-off. Архів оригіналу за 24 червня 2020. Процитовано 28 серпня 2011.
26. ↑  Swedish pilot flew 13 years without licence. Архів оригіналу за 5 червня 2011. Процитовано 28 серпня 2011.
27. ↑  Swedish pilot flew without licence for 13 years. Архів оригіналу за 24 липня 2011. Процитовано 28 серпня 2011.